# Вессельбуренер-Дайхгаузен
Вессельбуренер-Дайхгаузен (нім. Wesselburener Deichhausen) — громада в Німеччині, розташована в землі Шлезвіг-Гольштейн. Входить до складу району Дітмаршен. Складова частина об'єднання громад Бюзум-Вессельбурен.
Площа — 5,07 км2. Населення становить 111 ос. (станом на 31 грудня 2020).